# Kalkofen (Pfalz)

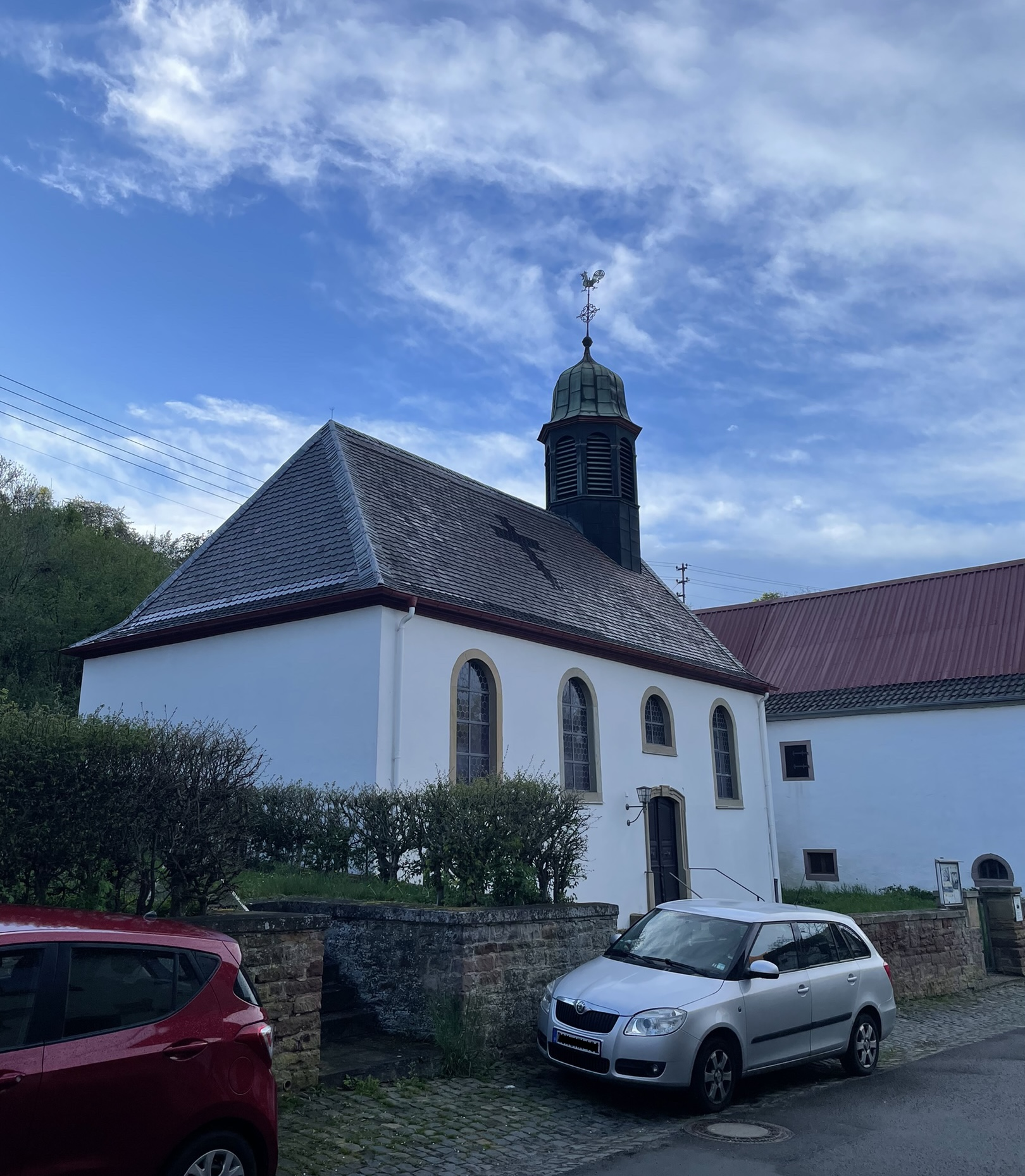
Protestantische Kirche

Kalkofen ist eine Ortsgemeinde im Donnersbergkreis in Rheinland-Pfalz. Sie gehört der Verbandsgemeinde Nordpfälzer Land an, die ihren Verwaltungssitz in der Gemeinde Rockenhausen und eine zusätzliche Verwaltungsstelle in Alsenz hat.

## Geographische Lage
Die Gemeinde liegt im Ohlbachtal nördlich des Naturparks Pfälzer Wald, zwischen Kaiserslautern und Bad Kreuznach. Alsenz liegt südwestlich, im Nordosten befindet sich Winterborn.

## Geschichte
Die Gemeinde wurde erstmals 1365 urkundlich erwähnt.

## Politik

### Ortsbürgermeister
Christoph Küsters ist seit dem 1. April 2021 Ortsbürgermeister von Kalkofen.
Küsters Vorgänger Willi Schattauer hatte das seit 1999 ausgeübte Amt mit Wirkung zum 31. März 2021 niedergelegt.

### Wappen
Blasonierung: „In Blau ein silberner Kalkofen belegt mit einem blauen Schild, darin ein achtspeichiges silbernes Rad.“

## Wirtschaft und Infrastruktur
1960 gab es in Kalkofen noch etwa 40 landwirtschaftliche Vollerwerbsbetriebe, in denen 60 % der Einwohner beschäftigt waren. Mittlerweile hat sich Kalkofen zu einer fast ausschließlichen Wohngemeinde entwickelt.
Durch den Ort verläuft die L 403. Über die A 63 im Osten und die A 61 im Nordosten besteht Anschluss an den Fernverkehr.